# Mata Hari

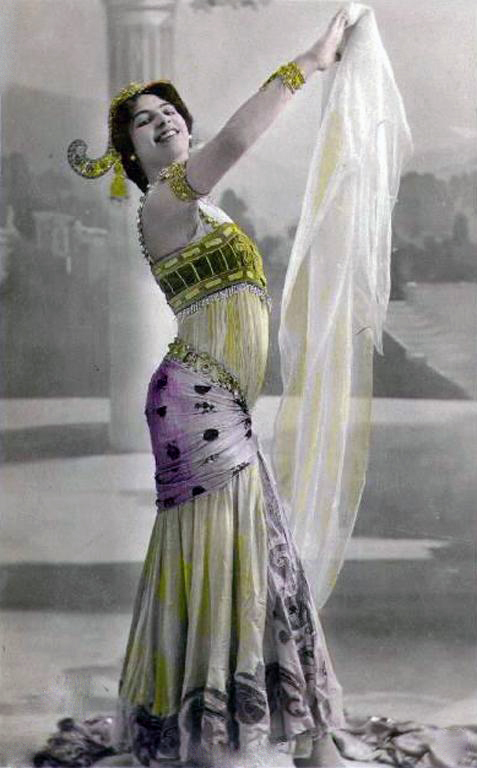
Mata Hari

Mata Hari, född som Margaretha Geertruida Zelle 7 augusti 1876 i Leeuwarden, Nederländerna, död 15 oktober 1917 (avrättad) i Vincennes, Frankrike, var en nederländsk exotisk dansare och kurtisan som dömdes för att ha agerat spion för Tyskland under första världskriget och arkebuserades för detta i Frankrike.

## Biografi
Margaretha Geertruida Zelle påstod sig ha asiatiska rötter, men i själva verket var hon nederländska, dotter till hattmakaren Adam Zelle och hans fru Antje. Margaretha gifte sig 1895 med kapten Campbell MacLeod (holländare med skotska anor) som hon fick två barn med, Jeanne och Norman Zelle. De flyttade 1897 till Java, där hon stannade till 1902. Under vistelsen där dog hennes pojke, eventuellt efter att ha blivit förgiftad av en av deras tjänare. Så småningom skilde sig Margaretha och flyttade tillbaka till Europa, och Paris.
Där tog hon artistnamnet Mata Hari ("sol" på indonesiska, ordagrant "dagens öga") och började 1905 att uppträda med exotisk dans och posera mer eller mindre naken på utmanande kort. Hennes danskarriär varade några år, sedan försökte hon leva på mer eller mindre tillfälliga älskare.
Hon är avgjort mest känd på grund av sitt påstådda spioneri för Tyskland. Detta skulle ha inletts i maj 1916, då hon kontaktades av tyskarna. I augusti 1916 kontaktades hon av det franska kontraspionaget, och övertalades att arbeta åt Frankrike. Sanningen om hennes faktiska aktiviteter är dunkel, men enligt de mest insatta källorna[källa behövs] är spioneriet mestadels missförstånd och överdrifter; hon gick med på att bli tysk agent mot förskottsbetalning, men utförde aldrig något faktiskt arbete för dem. Inte heller för Frankrikes del lyckades hon få fram något annat än värdelösa uppgifter. Mata Hari ställdes i varje fall inför rätta i Frankrike under första världskriget, dömdes till döden och arkebuserades den 15 oktober 1917.
Enligt en berättelse[källa behövs] kastade hon en slängkyss åt soldaterna som skulle skjuta henne, men om hon gjorde det var den snarare riktad åt hennes försvarsadvokat Clunet. Enligt en annan berättelse[källa behövs] var hon såpass tapper i dödsögonblicket (hon undanbad sig ögonbindel) att man skulle ha försökt att byta ut patronerna mot lösa skott, men misslyckats; emellertid är detta en del av intrigen i operan Tosca.

## Mata Hari i populärkultur
Mata Haris fascinerande liv har filmatiserats flera gånger, bland annat som Mata Hari (1931) med Greta Garbo och Mata Hari (1985) med Sylvia Kristel.
Paulo Coelho skrev 2016 den skönlitterära boken Spionen (A Espiã) med Mata Hari som huvudperson.
Sångaren Efendi framförde låten "Mata Hari" som Azerbajdzjans bidrag i Eurovision Song Contest 2021.
Mata Hari är även med som karaktär i filmen The King's Man från 2021 spelad av Valerie Pachner.